# Le Héron
Le Héron település Franciaországban, Seine-Maritime megyében. Lakosainak száma 250 fő (2022. január 1.). Le Héron Boissay, La Chapelle-Saint-Ouen, Croisy-sur-Andelle, Elbeuf-sur-Andelle, Rebets, Saint-Aignan-sur-Ry, Sigy-en-Bray és Saint-Lucien községekkel határos.

## Népesség
A település népességének változása:
| Lakosok száma | 250  | 254  | 260  | 252  | 250  | 247  | 250  | 249  | 250  |
|               | 2013 | 2015 | 2016 | 2017 | 2018 | 2019 | 2020 | 2021 | 2022 |